# Neobisium kosswigi
Neobisium kosswigi är en spindeldjursart som beskrevs av Beier 1949. Neobisium kosswigi ingår i släktet Neobisium och familjen helplåtklokrypare. Inga underarter finns listade i Catalogue of Life.